# Hé, haver, hol a kocsim?
A Hé, haver, hol a kocsim? (eredeti cím: Dude, Where’s My Car?) 2000-ben bemutatott amerikai filmvígjáték, misztikus és sci-fi elemekkel fűszerezve. Danny Leiner rendezte, a főszerepben Ashton Kutcher és Seann William Scott látható. A film költségvetése 13 millió dollár volt, a bevétele 73 180 723 dollár.[forrás?]
Az Egyesült Államokban 2000. december 10-én mutatták be, Magyarországon 2001. április 5-én.

## Cselekmény
Két jó barát, Jesse és Chester semmire sem emlékszik az elmúlt éjszakából. A tévében egy dokumentumfilmet néznek, amely az állatok eszközhasználatáról szól, amiben gallyakat és köveket használnak eszközként az élelem megszerzéséhez. A műsorban szerepel egy Harrison becenevű majom. Hűtőszekrényük tele van csokoládépuding dobozokkal, és az üzenetrögzítőn dühös üzenetet kapnak iker barátnőiktől, Wilmától és Wandától, hogy hol vannak. Azt is megtudják, hogy majdnem kirúgták őket a munkahelyükről. Otthonukból előbújva észreveszik, hogy eltűnt Jesse autója, és vele együtt barátnőik első évfordulós ajándékai (pontosabban: nem tudják, hol hagyták a kocsit). Ez arra készteti Jesse-t, hogy feltegye a film címadó kérdését: „Hé haver, hol a kocsim?”
Mivel a lányok „különleges élvezetet” ígértek nekik (amit Jesse és Chester szexuális közösülésre értelmez), a férfiak kétségbeesetten próbálják visszaszerezni az autójukat. A duó elkezdi visszakövetni az eseményeket, hogy megpróbálják kideríteni, hol hagyhatták a kocsit. 
Útközben a következő személyekkel, élőlényekkel és tárgyakkal találkoznak: egy transznemű sztriptíztáncosnő; egy harcias hangszóró kezelő egy kínai étterem autós kiszolgálójánál; két tetoválás, amelyeket egymás hátán fedeznek fel; „Zoltán” által vezetett UFO-hívők (akik később túszul ejtik az ikreket); egy kantoni nyelven beszélő kínai szabó; a Zen-gondolkodású Nelson és kannabisz-kedvelő kutyája, Jack; a gyönyörű Christie Boner; az agresszív sportoló barátja, Tommy és annak barátai; néhány keménykezű rendőrnyomozó; és egy Pierre nevű, visszavonult francia strucctenyésztő farmer. 
Két csoporttal is találkoznak, az egyik csoport öt gyönyörű nőből áll, a másik két norvég férfi, akik a „Koituszi Transzvesztátort” keresik: ez egy földönkívüli eredetű szerkezetet, amit a fiúk véletlenül felszedtek az éjjel.
Miután Pierre elengedi a duót, mert helyesen válaszoltak egy struccokról szóló kérdésre, Jesse és Chester átmennek a helyi játékterembe, amelynek neve Captain Stu's Space-O-Rama. Odabent találkoznak Zoltánnal és kultistáival, akik átadják nekik Wilmát és Wandát egy játékért cserébe, amit Jesse és Chester megpróbálnak Koituszi Transzvesztátornak kiadni. Tommy, Christie és a sportolók megérkeznek Nelsonnal és a kutyájával együtt, akiket szabadon engednek, miután Tommy elrabolja Zoltántól a hamis Transzvesztátort. Megérkezik a két csapat idegen, és mindenkit értesítenek az igazi Koituszi Transzvesztátorról: ez egy Rubik-kocka, amelynek megfejtésén Chester keményen dolgozik. A helyszínen megoldja a kocka kirakását, aminek hatására az eszköz a valódi formájára változik. A fiúkat figyelmeztetik, hogy amint az öt fény megszűnik villogni, az univerzum elpusztul.
Jesse-nek és Chesternek el kell döntenie, hogy az idegenek melyik csoportja az, amelyik meg akarja védeni az univerzumot, és melyik az, amelyik el akarja pusztítani. Mindkét csoport azt állítja, hogy ők az univerzum védelmezői, és azt állítják, hogy Jesse-vel és Chesterrel voltak az előző éjszaka, amire Jesse és Chester még mindig nem emlékszik, és kérik az Átváltoztatót. Ők  helyesen választják a férfiakat, akik az előző éjszakára vonatkozó kérdésükre azt válaszolják, hogy a minigolf park 18. lyukánál lyukat ütöttek és azzal nyertek egy életre szóló adag pudingot. Az utolsó pillanatban hatástalanítják a Transzvesztátor készüléket, megmentve ezzel az univerzumot.
Az öt idegen fajú „nő” összeolvad, és egy gyönyörű óriásnővé válik bordó melltartóba és miniszoknyába öltözve. Élve felfalja Tommyt Christie szeme láttára, aki közömbösen reagál. Az óriásnő ezután kimászik a vidámparkból, és üldözőbe veszi Jesset és Chestert. 
A kultisták azt mondják nekik, hogy aktiválják a fotongyorsító megsemmisítő sugarat a Koituszi Transzvesztátoron. Az aktiváló gomb azonban túl messze van ahhoz, hogy elérjék. Az utolsó pillanatban Chester emlékszik a természetfilmre a szerszámokat használó csimpánzokkal, és egy szívószállal megnyomja a süllyesztett gombot, így elpusztítja az idegent. Tommy túléli a lenyelést, de Christie szakít vele Nelson kedvéért. 
A védelmezők megköszönik Jesse-nek, Chesternek és az ikreknek, hogy megmentették a világot, és kitörlik az elméjükből a történteket. A védelmezők a duó autóját, egy Renault Le Cart egy postai teherautó mögött parkoltatják le, hogy másnap reggel a fiúk megtalálják. 
Jesse és Chester megmentik a kapcsolatukat az ikrekkel, és felfedezik, hogy a lányoktól kapott különleges ajándékról kiderül, hogy egyforma barett sapka, aminek az elejére a „Jesse” és „Chester” nevet kötötték. A védelmezők ajándékot hagynak a barátnőiknek (és a két férfinak): „Mellnagyobbító nyakláncokat”. A film azzal ér véget, hogy Jesse, Chester és az ikrek Jesse kocsijával elmennek kínai kaját enni, miközben azon vitatkoznak, hogy mit jelentenek a tetoválásaik.

## Szereplők
| Színész             | Szerep                      | Magyar hang         |
| ------------------- | --------------------------- | ------------------- |
| Ashton Kutcher      | Jesse Montgomery III        | Simonyi Balázs      |
| Seann William Scott | Chester Greenburg           | Minárovits Péter    |
| Jennifer Garner     | Wanda                       | Nemes Takách Kata   |
| Marla Sokoloff      | Wilma                       | Vadász Bea          |
| Mary Lynn Rajskub   | Zelmina                     |                     |
| Kristy Swanson      | Christie Elektor            | Pikali Gerda        |
| David Herman        | Nelson                      | Scherer Péter       |
| Hal Sparks          | Zoltan                      | Seszták Szabolcs    |
| Charlie O'Connell   | Tommy                       | Barabás Kiss Zoltán |
| Teressa Tunney      | Tania                       |                     |
| Freda Foh Shen      | kínai ételes hölgy (hangja) |                     |
| John Toles-Bey      | Pizzakolbász úr             | Varga Tamás         |
| James Vincent       | Jeff                        | Rajkai Zoltán       |
| Keone Young         | Mr. Lee                     | Botár Endre         |
| Erik Audé           | Musclehead                  |                     |
| Brent Spiner        | Pierre                      | Pálfai Péter        |
| Andy Dick           | Mark                        | Kassai Károly       |
| Jodi Ann Paterson   | dögös óriás idegen          |                     |

## Fordítás
- Ez a szócikk részben vagy egészben  a   Dude, Where's My Car? című angol Wikipédia-szócikk fordításán alapul.  Az eredeti cikk szerkesztőit annak laptörténete sorolja fel. Ez a jelzés csupán a megfogalmazás eredetét és a szerzői jogokat jelzi, nem szolgál a cikkben szereplő információk forrásmegjelöléseként.